# خط طول 79° شرق
خط طول 79° شرق هو أحد خطوط الطول الجغرافية، والتي تمتد من القطب الشمالي الجغرافي إلى القطب الجنوبي الجغرافي، وحسب التحويل الزمني يتقدم خط طول 79° شرق عن خط غرينتش بـ5 ساعة و16 دقيقة.

## من القطب إلى القطب
ينطلق خط طول 79° شرق من القطب الشمالي نحو القطب الجنوبي مرورا بالمناطق التي ترد في الجدول التالي:
| الإحداثيات                         | البلد أو الإقليم أو البحر | ملاحظات                                                                                              |
| ---------------------------------- | ------------------------- | --- |
| 90°0′N 79°0′E / 90.000°N 79.000°E  | المحيط المتجمد الشمالي    | |
| 81°7′N 79°0′E / 81.117°N 79.000°E  | بحر كارا                  | مرورا بغرب جزيرة أوشاكوف, روسيا · مرورا بغرب Uyedineniya Island, روسيا                               |
| 73°15′N 79°0′E / 73.250°N 79.000°E | روسيا                     | Nosok Island                                                                                         |
| 73°14′N 79°0′E / 73.233°N 79.000°E | بحر كارا                  | |
| 73°1′N 79°0′E / 73.017°N 79.000°E  | روسيا                     | Sibiryakov Island                                                                                    |
| 72°44′N 79°0′E / 72.733°N 79.000°E | بحر كارا                  | Yenisei Gulf                                                                                         |
| 72°22′N 79°0′E / 72.367°N 79.000°E | روسيا                     | |
| 52°7′N 79°0′E / 52.117°N 79.000°E  | كازاخستان                 | مرورا عبر بحيرة بالكاش                                                                               |
| 42°47′N 79°0′E / 42.783°N 79.000°E | قرغيزستان                 | |
| 41°39′N 79°0′E / 41.650°N 79.000°E | جمهورية الصين الشعبية     | سنجان                                                                                                |
| 35°55′N 79°0′E / 35.917°N 79.000°E | أكساي تشين                | Disputed between الهند و جمهورية الصين الشعبية                                                       |
| 34°1′N 79°0′E / 34.017°N 79.000°E  | جمهورية الصين الشعبية     | منطقة التبت ذاتية الحكم                                                                              |
| 33°48′N 79°0′E / 33.800°N 79.000°E | أكساي تشين                | Disputed between الهند و جمهورية الصين الشعبية                                                       |
| 33°36′N 79°0′E / 33.600°N 79.000°E | جمهورية الصين الشعبية     | Tibet                                                                                                |
| 33°20′N 79°0′E / 33.333°N 79.000°E | الهند                     | جامو وكشمير                                                                                          |
| 32°22′N 79°0′E / 32.367°N 79.000°E | جمهورية الصين الشعبية     | Tibet                                                                                                |
| 31°20′N 79°0′E / 31.333°N 79.000°E | أكساي تشين                | Disputed between الهند و جمهورية الصين الشعبية                                                       |
| 31°6′N 79°0′E / 31.100°N 79.000°E  | الهند                     | أوتاراخند أتر برديش ماديا براديش Uttar Pradesh Madhya Pradesh ماهاراشترا أندرا برديش تاميل نادو      |
| 9°42′N 79°0′E / 9.700°N 79.000°E   | المحيط الهندي             | مضيق بالك                                                                                            |
| 9°21′N 79°0′E / 9.350°N 79.000°E   | الهند                     | Tamil Nadu                                                                                           |
| 9°16′N 79°0′E / 9.267°N 79.000°E   | المحيط الهندي             | |
| 60°0′S 79°0′E / 60.000°S 79.000°E  | المحيط الجنوبي            | |
| 68°17′S 79°0′E / 68.283°S 79.000°E | القارة القطبية الجنوبية   | الإقليم الأسترالي في القارة القطبية الجنوبية, المطالب الإقليمية بالقارة القطبية الجنوبية by أستراليا |